# ミコフェノール酸モフェチル
ミコフェノール酸モフェチル（Mycophenolate mofetil）とは、(E)-6-(1,3-ジヒドロ-4-ヒドロキシ-6-メトキシ-7-メチル-3-オキソ-5-イソベンゾフラニル)-4-メチルヘキセン酸 2-(4-モルフォリニル)エチルエステルのことである。免疫抑制剤のプロドラッグ。代謝拮抗薬に分類される薬剤でもあり、細胞において核酸の材料の1つであるプリン塩基のデ・ノボ合成（生体内でプリン塩基を新たに作り出すこと）を阻害する。片仮名表記ではマイコフェノール酸モフェチルなどと書かれることもある。

## 効能・効果
- 腎移植後の難治性拒絶反応の治療。
- 腎移植、心移植、肝移植、肺移植、膵移植 における拒絶反応の抑制。
- 自己免疫疾患の1種である全身性エリテマトーデスに合併するループス腎炎の治療。ただし、原則として副腎皮質ステロイド剤を併用する。

## 警告・禁忌
- 催奇形性があるので、妊娠の可能性がある患者に投与する前には妊娠検査で陰性を確認し、投与終了後6週間まで避妊を継続することが求められる[1]。

- 免疫抑制剤であるので、投与期間中の生ワクチンは禁忌である。

## 副作用
重大な副作用として知られているものは、以下の通りである。
- 感染症、進行性多巣性白質脳症(PML)、BKウイルス腎症、アレルギー反応、難聴(0.1%)
- 汎血球減少(1.4%)、好中球減少(0.6%)、無顆粒球症、白血球減少(12.0%)、血小板減少(1.7%)、貧血(5.8%)、赤芽球癆(0.1%)、悪性リンパ腫(0.2%)、リンパ増殖性疾患(0.7%)、悪性腫瘍（特に皮膚がん[注釈 1]）(0.7%)
- 消化管潰瘍(1.1%)、消化管出血(0.3%)、消化管穿孔(0.1%)、イレウス(0.4%)、重度の下痢
- アシドーシス、低酸素症、糖尿病(0.5%)、脱水症(0.2%)
- 血栓症(0.2%)
- 重度の腎障害
- 心不全(0.3%)、狭心症(0.1%)、心停止、不整脈（期外収縮、心房細動、心房粗動、上室性・心室性頻脈など）(0.1%)、肺高血圧症、心嚢液貯留
- 肝機能障害（AST(GOT)、ALT(GPT)、γ-GTP、Al-P、ビリルビン、LDHの上昇）(1.8%)、黄疸(0.2%)
- 肺水腫(0.1%)、無呼吸、気胸(0.1%)、アシドーシス、低酸素症、糖尿病(0.5%)、脱水症(0.2%)
- 痙攣(0.3%)、錯乱、幻覚、精神病

※なお、頻度未記載の副作用は、出現頻度が不明のものである。
1990年から1991年にかけて米国で実施された腎移植患後の免疫抑制を目的にした第I/II相臨床試験では77例中64例が移植腎が生着した（生着率83.1%）一方53例(68.8%)に副作用が見られた。主な副作用は次の通りであった。
- 消化管症状 - 下痢 (37.7%)、嘔吐 (18.2%)
- 血液障害 - 白血球減少 (22.1%)、貧血 (23.4%)

臨床試験においては同副作用は投与中止後速やかに回復した。

## 発見
ミコフェノール酸は1896年にアオカビ属の発酵生産物の1つとして発見され、抗ウイルス作用、免疫抑制作用を持つことが明らかにされてきた。米国シンテックス社はミコフェノール酸体内動態を改善する目的で、プロドラッグであるミコフェノール酸モフェチルRS-61443を開発した。ミコフェノール酸モフェチルの2-モルフォリノエチルエステルは体内で加水分解され、ミコフェノール酸へと変じ作用を顕す。

## 作用機序
ミコフェノール酸モフェチルはプロドラッグであり、これをヒトに対して経口投与すると、分子内のエステル結合が加水分解されて2-モルホリノエタノール部分が脱離し、ミコフェノール酸となって薬理作用を発揮する。生体内でプリン塩基が必要となった時、ヒトなどでは新たに核酸塩基を生合成するデ・ノボ合成（新生合成などとも言う）と、すでに生体内に存在していた核酸塩基を再利用するサルベージ経路とを利用して、必要な核酸塩基を調達する。ミコフェノール酸は、これらのうちプリン塩基をデ・ノボ合成する際の律速酵素であるIMPデヒドロゲナーゼを可逆的に不競合阻害する。これに対してミコフェノール酸は、核酸塩基のサルベージ経路には影響を与えないとされている。体内で免疫を担っているリンパ球でのプリン塩基の供給は、他の生体組織の細胞に比べてデ・ノボ合成に強く依存しているために、ミコフェノール酸が存在すると細胞内のグアノシン ヌクレオシド プールが枯渇することで、活性化Tリンパ球およびBリンパ球に対して代謝抑制効果が強く現れる。グアノシン ヌクレオシド プールの枯渇はDNA合成を抑制するため、リンパ球は細胞周期の細胞分裂期であるG1期からS期で増殖を停止する。したがって、リンパ球の増殖が選択的に抑制されるので、免疫が抑制される。

## 申請
日本においては日本シンテックス社（現、日本ロシュ社→中外製薬）が腎移植後の難治性拒絶反応の治療を効能として輸入申請を行い、1994年7月に厚生省が稀少病用医薬品指定を与えた後、1999年に「腎移植後の難治性拒絶反応の治療（既存の治療薬が無効または副作用などのため投与できず、難治性拒絶反応と診断された場合）」について承認した。
その後、2003年に「心移植、肝移植、肺移植における拒絶反応の抑制」、2005年に「膵移植における拒絶反応の抑制」について承認され、2011年には公知申請により「腎移植における拒絶反応の抑制」の小児用法・用量が認められた。またループス腎炎に対する承認も要望され、2015年7月31日薬事・食品衛生審議会にて承認された。